# Dark Cabaret

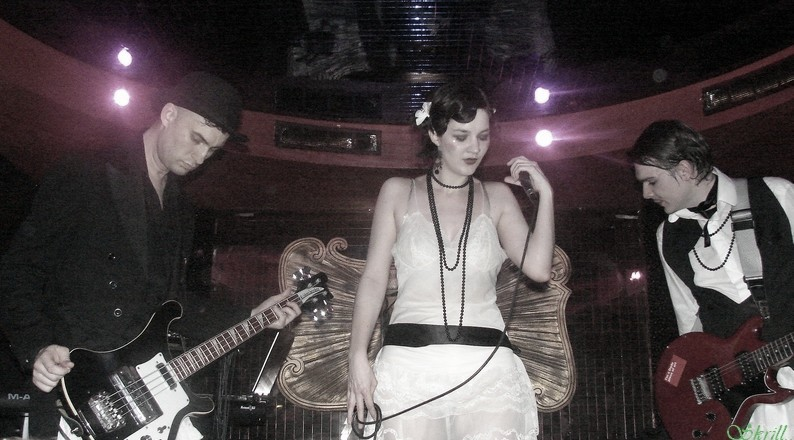
Katzenjammer Kabarett

Dark Cabaret, auch Cabaret Noir genannt, ist eine Sammelbezeichnung für Bands, die die Ästhetik der Dekadenz, der Ära der Weimarer Republik, sowie Elemente von Cabaret, Burlesque- und Vaudeville-Theater mit der Attitüde und der Stilistik des Punk, Indie-Rock, Folk, Metal, Gothic- und Death-Rock vermischt.
Im Dark Cabaret kommen unter anderem tiefe Chanson-Stimmen zum Einsatz, die an den Gesang Marlene Dietrichs erinnern, aber auch kakophoner Gesang, der auf den Einfluss des Punk hindeutet. Männliche Stimmen sind ebenfalls vertreten und erinnern dann am ehesten an eine Operette von Kurt Weill. Der Gesang wird in der Regel von akustischen Instrumenten begleitet, vor allem von Klavier, Streichern (wie Cello und Violine), Akustik-Gitarre und Akkordeon. Einflussreiche Dark-Cabaret-Künstler sind Rozz Williams, The Dresden Dolls und Voltaire.
Im Jahr 2005 veröffentlichte das US-amerikanische Label Projekt Records die Compilation Projekt Presents: A Dark Cabaret, mit der es die Bezeichnung „Dark Cabaret“ populär machte.

## Bekannte Interpreten
- Cinema Strange
- Diamanda Galás
- The Dresden Dolls
- Katzenjammer Kabarett
- Amanda Palmer
- Stolen Babies
- The Tiger Lillies
- Untoten
- Voltaire
- Rozz Williams & Gitane Demone

(für weitere chanson-inspirierte Gothic- und Wave-Gruppen siehe Dark Wave)

## Plattenfirmen
- Projekt Records